# チバミライチャンネル
『チバミライチャンネル』は、千葉テレビ放送（チバテレ）にて2021年5月3日から、チバテレ ミライチャンネル（サブチャンネル）で放送されている、主に教育番組・教養番組・福祉番組の放送枠である。

## 概要
2021年5月1日に、チバテレは開局50周年を迎えた。その記念事業の1つとして、従来はスポーツ中継の延長などにのみ用いられていたサブチャンネルを「チバテレ ミライチャンネル」の愛称を付けた上でリニューアルを行った。その1つと柱となるのが、当番組の新設である。なお、前年2020年11月30日に送信マスター更新を行ったことに伴い、メインチャンネルとサブチャンネルの同時HD配信が可能となっている。
当番組は、教育・教養・福祉を中心とした構成となっている。千葉県内の高校生や一般人が作成したコンテンツを積極的に配信する形をとるほか、教育・教養に関する番組の再放送などで構成されている。次世代育成型チャンネルとして、地方局のニュースタンダードを目指すとしている。また、教育や福祉の内容を取り上げ、高校生などの子供たちが自ら番組制作するなどの取り組みを通じ、持続可能な開発目標（SDGs）達成への一環ともしている。なお、放送しているチャンネルは「チバテレ ミライチャンネル」であるが、番組名は「チバミライチャンネル」であり、番組名には「テレ」が入っていない点が異なる。
一部の作品は地上波での放送を前提としていないため、原作を尊重してそのまま放送した旨の注釈が入る場合がある。
なお2020年にも一時期（5月）、新型コロナウイルスの影響によって千葉県内の多くの学校が休校していたことから、教育支援番組を千葉県・千葉市のそれぞれの教育委員会協力で制作した実績がある。

## 放送時間・タイムスケジュール
「チバテレ ミライチャンネル」でスポーツ中継がある場合は、休止となる。開始当初の2021年5月 - 2022年3月いずれも月曜 - 金曜に放送（祝日も放送）。2022年4月からは土曜・日曜にも拡大され、全曜日で放送される。
以下は2025年4月改編以降の放送内容。なお、同じ枠内に複数記載されている場合は、日によって1つまたは複数の番組を組み合わせて放送する。

### 月曜 - 金曜
| 時刻          | 放送内容 | 備考 | （参考）当該時刻の メインチャンネル放送番組                                                                  |
| ------------- | --- | --- | --- |
| 6:35 - 6:45   | チバミライチャンネルガイド                                                                                          | | チュバチュバワンダーランド ※6:30 - 6:45                                                                      |
| 6:45 - 7:00   | 千葉県民制作番組 千葉県内青少年関連番組 風景映像                                                                    | | ちば朝ライブ モーニングこんぱす （千葉ローカル枠） ※祝日は穴埋め番組                                         |
| 7:00 - 7:05   | ちばの民話 | | ちば朝ライブ モーニングこんぱす （千葉ローカル枠） ※祝日は穴埋め番組                                         |
| 7:05 - 7:30   | ちば見聞録（再放送）                                                                                                | | ちば朝ライブ モーニングこんぱす （千葉ローカル枠） ※祝日は穴埋め番組                                         |
| 13:00 - 13:30 | 戦国鍋TV 〜なんとなく歴史が学べる映像〜（再放送）                                                                   | 船橋競馬中継を昼間に行う場合 （毎年5月5日のかしわ記念当日など）や、 夏の高校野球千葉大会中継期間中は中止。 『マリーンズナイター』が17:45開始の場合は、 17:45までの短縮放送（原則として、風景映像の時間を短縮）。 | ドラマ再放送枠                                                                                               |
| 16:35 - 16:40 | チバミライチャンネルガイド                                                                                          | 船橋競馬中継を昼間に行う場合 （毎年5月5日のかしわ記念当日など）や、 夏の高校野球千葉大会中継期間中は中止。 『マリーンズナイター』が17:45開始の場合は、 17:45までの短縮放送（原則として、風景映像の時間を短縮）。 | マチコミ ※16:30 - 17:00、祝日は穴埋め番組                                                                    |
| 16:30 - 17:00 | ヒーローインタビュー                                                                                                | 船橋競馬中継を昼間に行う場合 （毎年5月5日のかしわ記念当日など）や、 夏の高校野球千葉大会中継期間中は中止。 『マリーンズナイター』が17:45開始の場合は、 17:45までの短縮放送（原則として、風景映像の時間を短縮）。 | マチコミ ※16:30 - 17:00、祝日は穴埋め番組                                                                    |
| 17:00 - 18:00 | 千葉県民制作番組 千葉県内青少年関連番組 newsチバ特集アーカイブ 風景映像 ちばの民話 みんなで防災〜もしもにソナエル〜 | 船橋競馬中継を昼間に行う場合 （毎年5月5日のかしわ記念当日など）や、 夏の高校野球千葉大会中継期間中は中止。 『マリーンズナイター』が17:45開始の場合は、 17:45までの短縮放送（原則として、風景映像の時間を短縮）。 | チュバチュバワンダーランド ※17:00 - 17:15および17:45 - 18:00 あにめたいむ5 （アニメ再放送枠） ※17:15 - 17:45 |

### 土曜・日曜
| 時刻                                        | 放送内容                                                      | 備考                                                                                            | （参考）当該時刻の メインチャンネル放送番組                             |
| ------------------------------------------- | ------------------------------------------------------------- | ----------------------------------------------------------------------------------------------- | ----------------------------------------------------------------------- |
| 12:20 - 12:30                               | チバミライチャンネルガイド                                    | スポーツ中継（Bリーグ千葉ジェッツふなばし中継、なでしこリーグオルカ鴨川FC中継）等の場合は休止。 | （土曜）テレビショッピング枠 （日曜）お昼の快傑!TV ※ムーパル製作        |
| 12:30 - 14:00 （13:00,13:30終了の場合あり） | 〜ミライの巨匠たち〜 PFFアワード・ベストセレクション 風景映像 | スポーツ中継（Bリーグ千葉ジェッツふなばし中継、なでしこリーグオルカ鴨川FC中継）等の場合は休止。 | （12:30 - 13:30）韓国ドラマ放送枠 （13:30 - 14:00）テレビショッピング枠 |

## 放送される番組
「◎」がついている番組は、チバテレ自社制作番組。

### 現在放送中の番組
- 千葉県民制作番組
  - 高校生制作番組

千葉県内の高校生が制作した、5〜30分程度の番組。当面は、千葉県高等学校文化連盟放送コンテスト等、コンテスト出品作品を放送するが、チバテレのホームページ内にて作品を募集している。
  - 千葉聴覚障害者センター制作番組

主に聴覚障害者を対象とした、手話や、手話を使った劇・手話による旅番組など、5〜15分程度の番組。聴覚障害者向けの作品であるため、無音としている箇所も多く、前述の注釈が入る場合がある。
  - その他、教養や福祉に関する番組が放送されており、FUKUSHI FOR CONVIVIALITY（千葉市美浜区）、明治安田生命千葉本部等の制作番組が放送されている。
  - 2022年6月からは茨城県にも対象が拡がり、茨城県つくばみらい市にある開智望小学校制作番組が放送されている。
- 〜ミライの巨匠たち〜 PFFアワード・ベストセレクション

2021年10月より放送。ぴあフィルムフェスティバル（PFF）で、過去に出品された若手監督の作品を放送。
2021年10月 - 2022年3月は平日17時台に放送されていたが、2022年4月からは土日の12:30からの放送となる（平日17時台は、高校生作品中心の編成となる）。
30分に満たない作品の場合は、終了後に後述する『猫のもふもふ日記』等で30分になるように穴埋めした後、13:00以降はサブチャンネルでの放送自体がなくなり、「この時間は031chをご覧ください」との表示でメインチャンネルの番組が放送される。13:30または14:00放送の場合は、その区切りまで同様に穴埋めするが、サブチャンネルでの放送もそこまでとなり、13:00終了時のような対応は行わない。
- 千葉県内青少年関連番組 ◎

千葉県内の青少年が活躍する大会の模様を、体育会系（ボーイズリーグ等）・文化系（軽音楽コンテスト、演劇等）問わず放送。過去にメインチャンネルで放送されたものが再放送される場合もある。
『ちば朝ライブ モーニングこんぱす』内のコーナーである「ヒーローインタビュー」が、平日16時台に放送されている。
毎年7月の夏の高校野球千葉大会直前時期には、過去の千葉大会決勝のセレクション『夏の高校野球千葉大会 決勝セレクション 白球の残像』が放送されている。
- ちばの民話 ◎

千葉県内の民話を朗読する、5分程度の番組。原則として17:50 - 17:55に放送されるが、17:00から放送の千葉県民制作番組などが1時間枠の場合・『マリーンズナイター』放送日は中止となる。2022年1月からは、朝7:00 - 7:05にも放送されるようになった。
- チバミライチャンネルガイド ◎

当日放送される放送内容・タイムスケジュールの一覧表示。BGMは、主に『チュバチュバワンダーランド』の楽曲を使用。
- 再放送番組
  - ちば見聞録 ◎
  - 戦国鍋TV 〜なんとなく歴史が学べる映像〜
チバテレ、tvk、テレ玉、サンテレビ共同制作。当番組とは別枠で、平日深夜にも再放送を行っているが、これとは別に2021年5月6日より第1期第1回から放送し、第2期最終回まで放送すると再度第1期第1回からリピート放送する。なお、続編の『戦国炒飯TV 〜なんとなく歴史が学べる映像〜』は、当枠で放送されていない。
  - 風景映像（ちば美彩、千葉集〜風光かるた〜、猫のもふもふ日記） ◎
  - newsチバ特集アーカイブ ◎
  - みんなで防災〜もしもにソナエル〜 ◎

### 過去に放送されていた番組
- newsチバ◎

2021年5月のみ、メインチャンネルで15:25 - 15:30に放送されたニュースの再放送を、17:00 - 17:05に行っていた。
- 月刊 白黒アンジャッシュ ◎

当番組では、2021年5月 - 2022年1月に放送。
当該月の『白黒アンジャッシュ』で放送される予定の内容を、白黒アンジャッシュに主に出演するプロダクション人力舎芸人が3分で紹介する。2021年4月はメインチャンネルで放送されていた。原則として17:45 - 17:50に放送されるが、17:00から放送の千葉県民制作番組などが1時間枠の場合・『マリーンズナイター』放送日は中止となる。
なお、放送終了した翌月の2022年2月は、渡部建が『白黒アンジャッシュ』で芸能活動復帰したタイミングであった。
- チバテレSDGs推進キャンペーン ◎

2022年2月に放送。SDGsに関する取り組みを行っている、千葉県内の企業を紹介する。原則として17:00 - 17:15に放送されていた。
- 密着! チバミライ少年 ◎

2022年4月 - 12月に放送。スポーツや音楽などで将来が期待される千葉県内の少年少女を、千葉県出身のYouTuberである、たむじょーと佐久本歩夢が取材する。
- 千葉工業大学制作協力番組 ◎
不定期に、土曜18:30 - 18:45に放送される。
  - プログラGO! 〜君もプログラミング的思考でレベルアップ〜

2022年4月 - 6月に放送。小学生を対象としたプログラミング学習の番組[5]。なお、チバテレでは過去にも小学生向けのプログラミングコンテストとして『GP LEAGUE プログラミングコロシアム』（柏市教育委員会協力、フジテレビKIDSとの共同制作）を放送したことがあるが、実際にプログラミングを教える番組は初めてとなる。
  - おいしい思考=デザイン思考

2022年9月 - 10月に放送。デザイン思考について、千葉工業大学の教授が教える番組。
- スーパーウィングス（アニメ）

2023年6月29日から、メインチャンネルの『あにめたいむ5』枠で放送開始しているが、これとは別に2023年7月31日より第1回から放送している。2024年6月まで放送。前述の『戦国鍋TV』と似たような放送形態をとっており、最終回まで放送されると再度第1回からリピート放送されていた。